# Không có gì quý hơn độc lập, tự do
Không có gì quý hơn độc lập, tự do là lời kêu gọi của Hồ Chí Minh được đăng trên báo Nhân Dân cũng như phát trên sóng Đài Tiếng nói Việt Nam vào ngày 17 tháng 7 năm 1966. Lời kêu gọi này được xem nhằm thể hiện mong muốn, quyết tâm của Việt Nam Dân chủ Cộng hòa trong việc giành thắng lợi trong cuộc chiến tranh giành độc lập và thống nhất đất nước. 
Lời kêu gọi của Hồ Chí Minh được cho là đã tạo ra cảm hứng, khí thế để quân đội và người dân ở miền Bắc Việt Nam thi đua ở các phong trào yêu nước, trong khi ở miền Nam, nó cũng được cho là kích thích tinh thần chiến đấu của những người ủng hộ Mặt trận Dân tộc Giải phóng và Quân giải phóng, là động lực tiến đến thắng lợi cuối cùng, kết thúc cuộc chiến tranh. 
Lời kêu gọi "Không có gì quý hơn độc lập, tự do" cũng đã được Chính phủ Việt Nam công nhận là bảo vật quốc gia của nước này.

## Ra đời
Ngày 2 tháng 3 năm 1965, Hoa Kỳ phát động Chiến dịch Sấm Rền, ném bom phá họa miền Bắc Việt Nam, chống lại Việt Nam Dân chủ Cộng hòa. Sau đó không lâu, Hoa Kỳ cũng cho đổ bộ những đơn vị chiến đấu đầu tiên của mình vào miền Nam Việt Nam nhằm hỗ trợ Việt Nam Cộng hòa chống lại những người Cộng sản. Trong năm 1966, Hồ Chí Minh đã viết nhiều thư, bài báo, bài phát biểu nhằm động viên, ủng hộ cuộc chiến đấu của Quân đội nhân dân Việt Nam cũng như Quân Giải phóng miền Nam Việt Nam; đồng thời kêu gọi nhân dân thế giới ủng hộ cuộc chiến đấu của nước này và tố cáo Hoa Kỳ và Việt Nam Cộng hòa chống lại nỗ lực thống nhất Việt Nam.
Vào ngày 17 tháng 7 năm 1966, Hồ Chí Minh đã cho đăng lời kêu gọi "Không có gì quý hơn độc lập, tự do" trên báo Nhân Dân số 4484, đồng thời phát sóng trên Đài Tiếng nói Việt Nam. Theo như ông nói trong lời kêu gọi, "chiến tranh có thể kéo dài 5 năm, 10 năm, 20 năm hoặc lâu hơn nữa", "Hà Nội, Hải Phòng và một số thành phố, xí nghiệp có thể bị tàn phá". Ông cũng khẳng định "nhân dân Việt Nam quyết không sợ", tin tưởng vào chiến thắng và bày tỏ mong muốn "đến ngày thắng lợi, nhân dân ta sẽ xây dựng lại đất nước ta đàng hoàng hơn, to đẹp hơn". Ông cũng gửi lời cảm ơn đến nhân dân các nước xã hội chủ nghĩa, nhân dân tiến bộ trên thế giới và cả nhân dân Mỹ.
Thư ký Vũ Kỳ đã ghi lại bằng mực màu xanh đen bản thảo do Hồ Chí Minh đọc lần đầu, gồm 3 trang, phía cuối có bút tích mực đỏ của Hồ Chí Minh và gửi cho Phạm Văn Đồng, Lê Duẩn, Tố Hữu, Trường Chinh, Võ Nguyên Giáp, Văn Tiến Dũng, Phạm Hùng, Lê Đức Thọ, Nguyễn Duy Trinh nhằm lấy ý kiến vào ngày 14 tháng 7 năm 1966. Một ngày sau, Hồ Chí Minh cho viết bản thảo khác, gồm 7 bản trên giấy pelure trắng và có bút tích ý kiến của 7 người trong Bộ Chính trị và Ban Bí thư Đảng Lao động Việt Nam. Sau đó, còn một bản thảo đánh máy, in thành hai bản, mỗi bản 3 trang, có bút tích của Hồ Chí Minh, sửa một số từ ngữ và dấu chấm, dấu phẩy, được cho là bản chính thức mà ông đã đọc ở Đài Tiếng nói Việt Nam.

## Ảnh hưởng

Dòng chữ "Không có gì quý hơn độc lập, tự do" bằng tiếng Nga (Нет ничего дороже независимости, свободы) tại Tượng đài Hồ Chí Minh tại Moskva.

Sau lời kêu gọi của Hồ Chí Minh, ở miền Bắc Việt Nam, đã có gần 20 vạn thanh niên tình nguyện lên đường nhập ngũ. Theo báo Quân đội nhân dân, tại miền Bắc đã diễn ra các phong trào thi đua ở nhiều lĩnh vực nhằm hưởng ứng lời kêu gọi của ông, trong khi tại miền Nam thì Quân Giải phóng đẩy mạnh tấn công đối phương trên chiến trường. Câu nói "Không có gì quý hơn độc lập, tự do" đã được truyền thông Việt Nam coi là một "chân lý" trong tư tưởng mà Hồ Chí Minh để lại. Bảo tàng lịch sử quốc gia Việt Nam cho rằng tư tưởng "Không có gì quý hơn độc lập, tự do" là động lực dẫn đến thành công trong chiến dịch Hồ Chí Minh. Cũng có ý kiến đánh giá ý nghĩa của tư tưởng "Không có gì quý hơn độc lập, tự do" thể hiện cả trong quá trình xây dựng đất nước Việt Nam trở nên phồn vinh, hạnh phúc. Theo báo Tin Tức của Thông tấn xã Việt Nam, "Không có gì quý hơn độc lập, tự do" được cho là còn có những tác động và ảnh hưởng tích cực đến phong trào giải phóng dân tộc, chống đế quốc thực dân trên toàn cầu, với mục đích bảo vệ độc lập, chủ quyền, chống nô dịch và lệ thuộc.
Trong giai đoạn Việt Nam ứng phó dịch COVID-19, một số báo Việt Nam đã lấy dẫn chứng, so sánh từ lời kêu gọi chống Mỹ năm 1966 của Hồ Chí Minh để nói về vấn đề đoàn kết chống dịch bệnh tại nước này. Trong một chương trình nghệ thuật chào mừng kỷ niệm 50 năm thống nhất Việt Nam ngày 27 tháng 4 năm 2025, một phân cảnh đã hiển thị một đoạn văn trích từ lời kêu gọi của Hồ Chí Minh. Lời kêu gọi "Không có gì quý hơn độc lập, tự do" của Hồ Chí Minh là một trong 5 tác phẩm của ông được nhà nước Việt Nam công nhận là bảo vật quốc gia, theo một quyết định của chính phủ nước này ban hành từ năm 2012.